# Río Vaupés
Le río Vaupés (en portugais rio Uaupés), est une importante rivière du bassin de l'Amazone et un des principaux affluents du rio Negro.

## Géographie
La rivière traverse la Colombie — départements du Guaviare et du Vaupés — et le Brésil — État d'Amazonas. Il a une longueur de 1 050 km.
Le río Vaupés naît dans la cordillère orientale des Andes en Colombie, dans le département du Guaviare, à l'ouest de la localité de Calamar (2° 03′ 00″ N, 72° 53′ 00″ O), de la confluence de ses deux branches mères, le río Itilla et le río Unilla. Il s'oriente en direction de l'est, baignant les localités de Miraflores, Puerto Silvania, Santa Rosa, Tucuña, Mitú (chef-lieu du département du Vaupés). Il reçoit les eaux du río Cuquiari en rive droite à Querani, près de la frontière brésilienne, puis bientôt le río Querary.
À partir de là, le río Vaupés forma durant un certain temps la frontière naturelle entre Colombie et Brésil. Dans ce pays où on l'appelle désormais Uaupés, il est partiellement navigable. Après être passé par Iguarete, il cesse de servir de rivière frontière. Il continue sa route vers le sud-est, passe par les localités de Paraná Juca, Tuluca, Açai Paraná et São Joaquim, où il se jette finalement dans le rio Negro en rive droite.

## Affluents
- Río Cuquiari (rive droite)
- Río Querary (rive gauche)
- Río Papuri (rive droite)

## Hydrométrie - Les débits à Uaracu
Le débit de la rivière a été observé pendant 15 ans (1977-1992) à Uaracu, localité brésilienne située à près de 200 kilomètres de distance de sa confluence avec le rio Negro. 
À Uaracu, le débit annuel moyen ou module observé sur cette période a été de 2 388 m3/s pour une surface prise en compte de 37 088 km2, soit plus de 90 % du bassin versant de la rivière.
La lame d'eau écoulée dans le bassin atteint ainsi le chiffre de 2 030 millimètres par an, ce qui doit être considéré comme très élevé.
Le río Vaupés est un cours d'eau très abondant, assez bien alimenté en toutes saisons mais peu régulier. On distingue les deux périodes classiques dans la région tropicale de l'hémisphère nord : celle des basses eaux d'hiver et celle des hautes eaux d'été, périodes correspondant aux saisons sèche et humide des régions traversées. Le débit moyen mensuel observé en février (minimum d'étiage) atteint 762 m3/s, soit 6 fois moins que le débit moyen du mois de juillet, ce qui montre une irrégularité saisonnière modérée. Cependant, sur la durée d'observation de 15 ans, le débit mensuel minimal observé a été de 144 m3/s, tandis que le débit mensuel maximal s'élevait à 5 716 m3/s.